# 如泰运河
如泰运河是一条位于中國江苏省中部东西走向的人工运河，西起泰兴市长江边，途经泰兴城区，黄桥镇区，连接如皋市，东至南通市如东縣东安闸进入大海。運河全长156.1千米，流域面积527平方千米。其中泰兴境内总长44.33公里，流经滨江、济川、姚王、河失、黃橋、分界6个乡镇或街道，在河道沿线和周边地区发挥着重要的灌溉、排涝、航运作用。是一条通江达海的重要内河航道。
如泰运河水质多年为III类，枯水期时常降至IV类，主要污染因子为总磷、氨氮等。污染状况影响到泰兴、如皋等地的自来水水质，当地居民怨声不断。